# 上飯田バスストップ
上飯田バスストップ（かみいいだバスストップ）は、長野県飯田市にある中央自動車道上のバス停留所である。

## 停車する路線
- 飯田 - 新宿線（中央高速バス、信南交通・伊那バス・アルピコ交通・京王バス）
高森BS - 上飯田BS - 伊賀良
- 飯田 - 横浜線（ベイブリッジ号、伊那バス）
高森BS - 上飯田BS - 伊賀良
- 箕輪・伊那・駒ヶ根 - 名古屋線（中央道高速バス、信南交通・伊那バス・名鉄バス）
高森BS - 上飯田BS - 駒場BS
- 箕輪・伊那・駒ヶ根 - 大阪（梅田）・USJ線（アルペン伊那号、信南交通・伊那バス・阪急観光バス）
高森BS - 上飯田BS - 伊賀良
- 飯田 - 長野線（みすずハイウェイバス、信南交通・伊那バス・アルピコ交通）
高森BS - 上飯田BS - 伊賀良
- 甲府 - 名古屋線（名古屋ライナー甲府号、山梨交通・JR東海バス）
高森BS - 上飯田BS -  昼神温泉BS
- 飯田 - 立川線（立川バス、京王バス、伊那バス）
高森BS - 上飯田BS - 伊賀良
- 飯田・松川 - 新宿線（トラビスジャパン）
高森BS - 上飯田BS - トラビス飯田インター
- 伊那・駒ヶ根・飯田 - 京都・大阪線（トラビスジャパン）
高森BS - 上飯田BS - トラビス飯田インター

## バス停へのアクセス
- 飯田線飯田駅よりタクシーで5分、または徒歩20分。

バス停の東側すぐの場所にタクシー会社の営業所がある。
また、駐車場はバス停東側のパチンコ店南側に有料駐車場がある。